# ГЕС Markham Ferry
ГЕС Markham Ferry — гідроелектростанція у штаті Оклахома (Сполучені Штати Америки). Знаходячись між ГЕС Пенсакола (вище по течії) та ГЕС Форт-Гібсон (48 МВт), входить до складу каскаду на річці Неошо, лівій притоці Арканзасу, котрий в свою чергу є правою притокою Міссісіпі (басейн Мексиканської затоки).
В межах проекту річку перекрили комбінованою греблею Саліна висотою 27 метрів та довжиною 1370 метрів, яка включає бетонну ділянку з водоскидами та машинним залом і прилягаючу до неї праворуч земляну частину. Вона утримує водосховище Хадсон з площею поверхні 49 км2 та об'ємом 247 млн м3, в якому припустиме коливання рівня у операційному режимі між позначками 183 та 189 метрів НРМ. Ще 301 млн м3 (чому відповідає коливання між 189 та 194 метрами НРМ) зарезервовано для протиповеневих заходів.
Основне обладнання станції становлять чотири турбіни типу Каплан потужністю по 35 МВт.
Можливо також відзначити, що водосховище Хадсон працює як нижній резервуар для ГАЕС Саліна.